# IC 398
IC 398 ist eine Balken-Spiralgalaxie vom Hubble-Typ SBc im Sternbild Eridanus am Südsternhimmel. Sie ist schätzungsweise 164 Millionen Lichtjahre von der Milchstraße entfernt und hat einen Durchmesser von etwa 65.000 Lj. 

Im selben Himmelsareal befinden sich u. a. die Galaxien NGC 1720 und NGC 1726.
Das Objekt wurde am 13. Dezember 1887 vom US-amerikanischen Astronomen Frank Muller entdeckt.